# 동그라미재단
동그라미재단은 안철수가 설립한 비영리 공익법인이다. 기술연구개발지원·창업지원·교육지원·연구사업 등을 수행하는 비영리 공익법인이다.

## 역사
안철수는 안랩을 키워 성공적인 기업인으로 뽑히며 존경하는 CEO로 뽑혀왔다. 안철수는 정치권에서 정계 입문 제의를 많이 받아왔다. 안철수는 여러번 정계 입문을 부인했으나 2011년 8월 윤여준이 안철수가 서울시장(재보궐선거) 출마 가능성이 있다고 발언해 안철수 서울시장 출마설이 돌게 되었다. 안철수는 서울시장 출마에 확답하지 않았으나 각종 여론조사에서 높은 지지율을 기록했다. 그러나 안철수는 서울시장 불출마를 선언하고 박원순으로 단일화했음을 발표했다.
2011년 11월 14일, 안철수는 자신이 보유한 안철수연구소 보유 주식의 절반(약 1500억원)을 사회에 환원하기로 했다고 안철수연구소 임직원들에게 보낸 이메일을 통해 밝혔다.
2012년 4월 30일 당시 서울대학교 융합과학기술대학원장이였던 안철수는 안랩 보유 주식의 절반을 출연해 재단법인 안철수재단을 설립했다.
2013년 3월 7일, 안철수재단은 동그라미재단으로 명칭을 변경했다. 동그라미재단의 동그라미는 '기회와 나눔의 선순환'을 의미한다.